# Hammudita
La dinastia hammudita fou una dinastia musulmana amaziga que va governar a la part nord del Marroc i a diversos llocs de la península Ibèrica.
Era d'origen idríssida, ja que l'ancestre que li dona nom, Hammud, era besnet d'Idrís al-Àsghar. Els primers que van rebre feus del califa cordovès foren Alí ibn Hammud i Al-Qàssim ibn Hammud: el primer Ceuta, Tànger i Arzila, i el segon la regió d'Algesires.
La dinastia va tenir com a centre principal Màlaga des del 1023. El 1057 Badis de Granada va entrar a Màlaga i va destronar al darrer sobirà Muhàmmad ibn Idrís al-Mustalí.
A Algesires la branca d'Al-Qàssim va governar amb el seu fill Muhàmmad al-Mahdí (1039-1048) i el seu fill Al-Qàssim al-Wàthiq (1048-1058). El 1058 l'emirat d'Algesires fou ocupat pels abbadites de Sevilla.